# Inocutis texana
Inocutis texana är en svampart som först beskrevs av William Alphonso Murrill, och fick sitt nu gällande namn av S. Martínez 2006. Inocutis texana ingår i släktet Inocutis och familjen Hymenochaetaceae.   Inga underarter finns listade i Catalogue of Life.